# Мицубиши G3M
Мицубиши G3M е японски бомбардировач с голям обсег на действие, използван от Японската империя по време на Втората световна война, най-вече при инвазията в Китай.
Произведен е от компанията Мицубиши.